# Peinetón

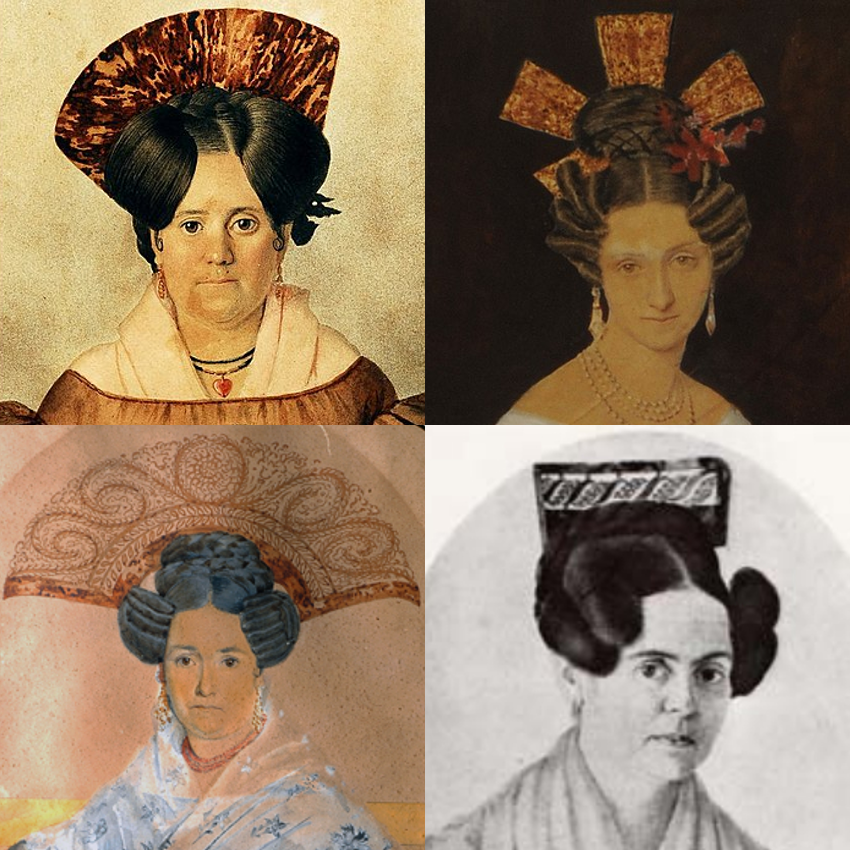
Mujeres de elite porteñas luciendo una variedad de peinetones, retratadas por Charles Henri Pellegrini entre 1830 y 1832.

El peinetón es un gran peine ornamental que se originó en Buenos Aires, Argentina y se puso muy de moda entre sus habitantes femeninas y las de Montevideo, Uruguay entre finales de la década de 1820 y mediados y finales de la década de 1830. Aunque su origen se remonta a la tradicional peineta española, el peinetón derivó en un tocado completamente diferente, tanto por sus características físicas como por los significados simbólicos que envuelven su uso. La peineta se introdujo en Buenos Aires alrededor de 1815 y, ya en 1824, comenzó a crecer el interés por modelos más grandes y elaborados, dando lugar finalmente al peinetón que tuvo su apogeo entre 1830 y 1837. El accesorio surgió durante la época romántica de la moda occidental, y se usaba junto con vestidos con cintura pequeña y mangas grandes y voluminosas.
Los peinetones se caracterizaban por su tamaño extravagante, llegando a medir 120 centímetros de alto y ancho en el apogeo de su popularidad. Se fabricaban normalmente con carey, aunque también era común el asta, más barato, sobre todo cuando el primero escaseaba. El carey se importaba en piezas o planchas, que los artesanos cortaban, fundían, calaban, cincelaban y pulían en los talleres de la ciudad, y a veces también se estampaban e incrustaban. El diseño de cada peinetón era único y se adaptaba a los gustos de cada mujer. El accesorio, de una sola pieza, tenía el cuerpo ligeramente convexo, se presentaba en diferentes formas y contaba con una profusa ornamentación con diseños inspirados en la naturaleza y en el Neoclasicismo.
La tendencia fue exclusiva del Río de la Plata, sirviendo como una forma de diferenciarse de la cultura española y convirtiéndose en un rasgo definitorio de la mujer porteña tanto para locales como para extranjeros. Como tal, representa un momento de interés para los historiadores de la moda argentina y está asociado con un creciente sentido de identidad nacional en la Argentina poscolonial, que había declarado su independencia en 1816 y estaba pasando por una serie de sangrientas guerras civiles entre federales y unitarios. El desarrollo de la moda tuvo lugar principalmente durante el gobierno del federal Juan Manuel de Rosas, época en la que la indumentaria se codificó cada vez más para demostrar la adhesión política al régimen. De hecho, el uso del peinetón eventualmente se asoció con las mujeres federales, con modelos que a menudo presentaban efigies de Rosas y consignas políticas del partido.
El peinetón tuvo un gran impacto en la sociedad porteña de la época, lo que derivó en una intensa producción literaria, gráfica, artística y periodística tanto a favor como en contra de lo accesorio. Debido al alto costo de la carey y su elaborada manufactura, el tocado se convirtió en un artículo de lujo que servía como símbolo de prestigio entre la élite, aunque las mujeres de las clases sociales más bajas también aspiraban a poseer uno. Varios autores modernos consideran que el peinetón sirvió para que la mujer irrumpiera y se reafirmara en el espacio público, en una época en la que estaba fuertemente relegada a la vida doméstica. Las representaciones iconográficas más famosas de la moda del peinetón son las pinturas del retratista Charles Henri Pellegrini, y las litografías de César Hipólito Bacle publicadas en Trages y costumbres de la provincia de Buenos Ayres  [sic] entre 1833 y 1834.

## Galería

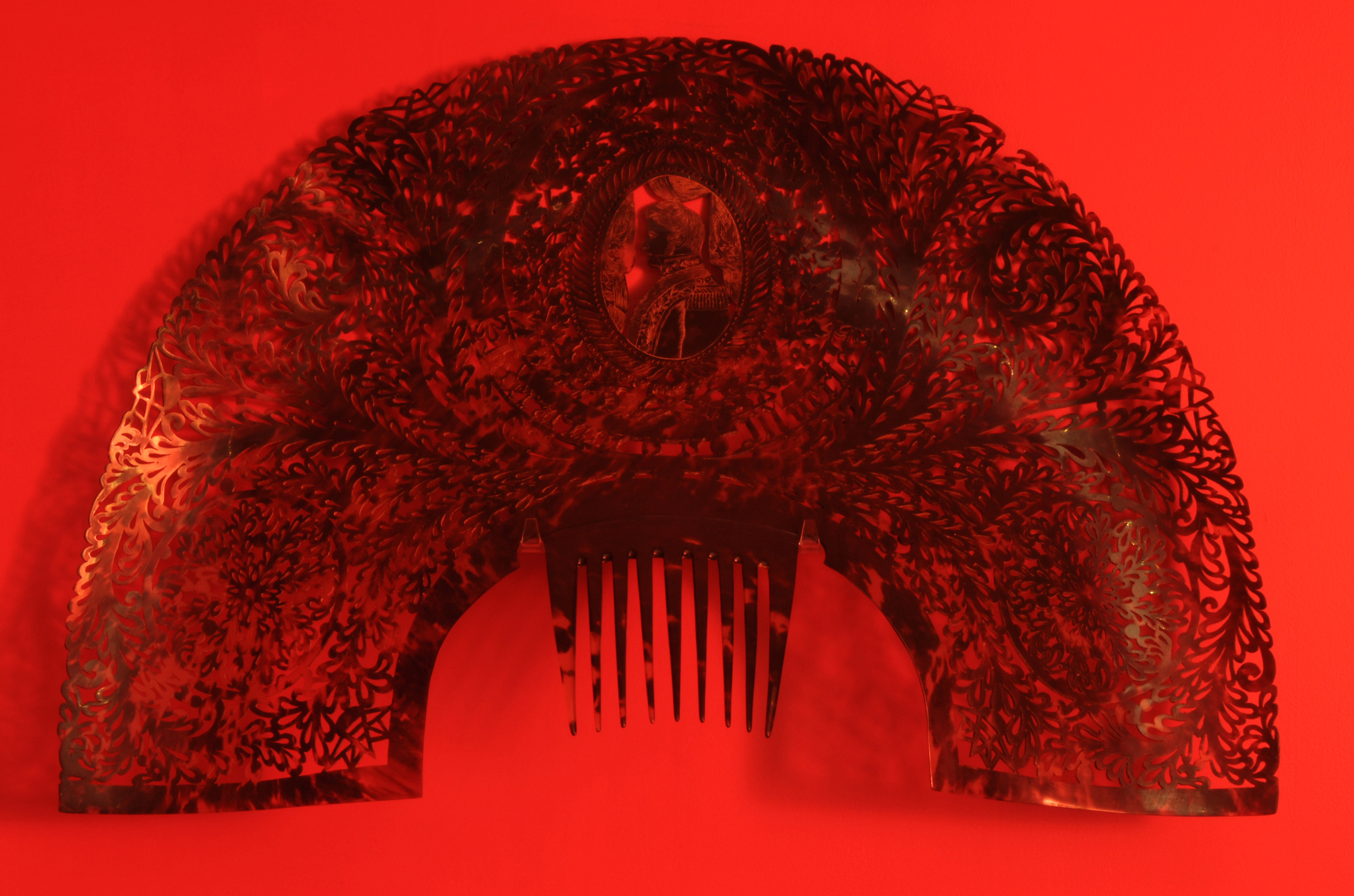
Peinetón de carey con efigie de Juan Manuel de Rosas, c. 1832–1837, en el Museo Nacional de Bellas Artes, Buenos Aires.
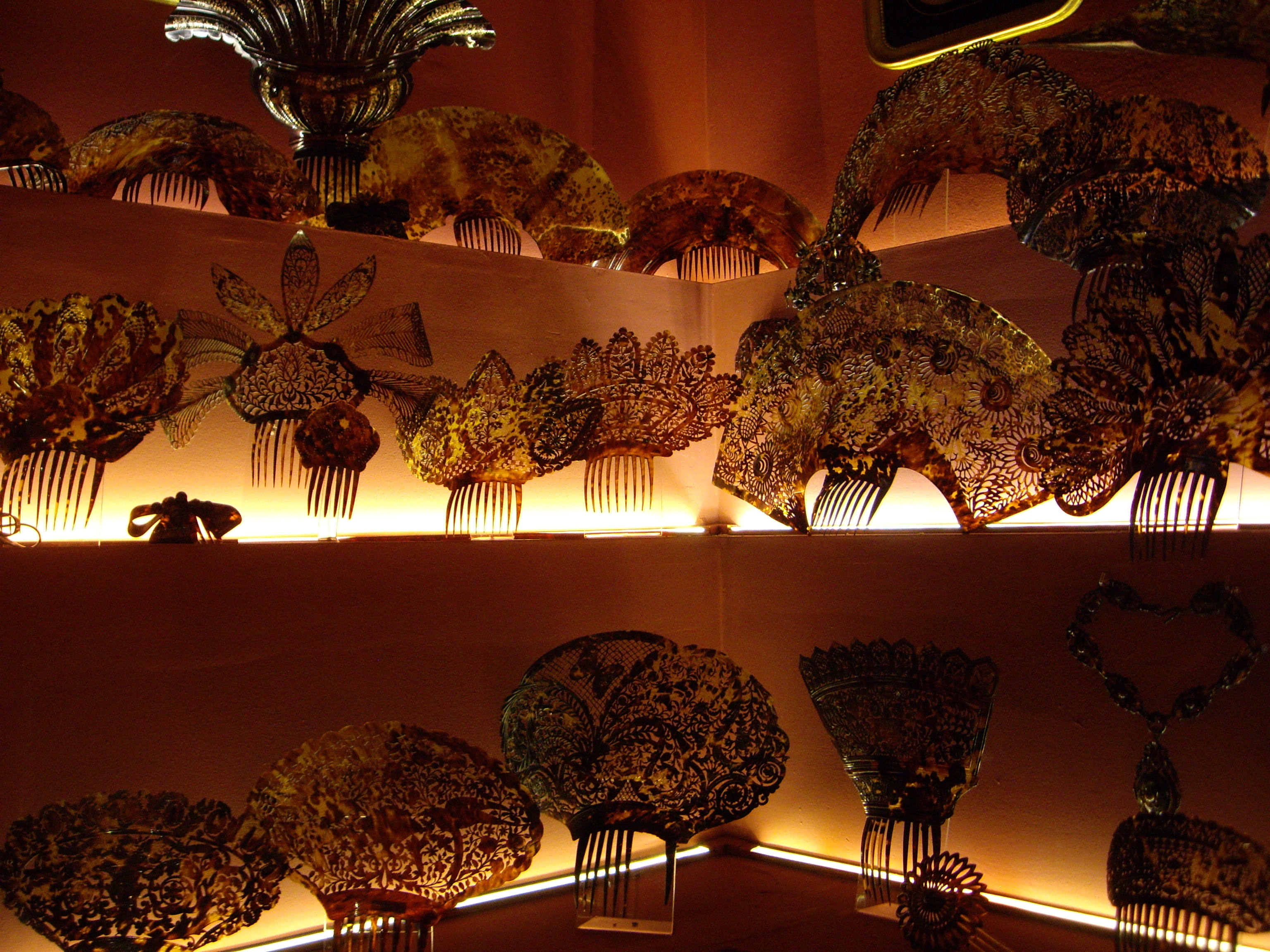
Variedad de peinetones en exposición en el Museo de Arte Hispanoamericano Isaac Fernández Blanco, Buenos Aires.
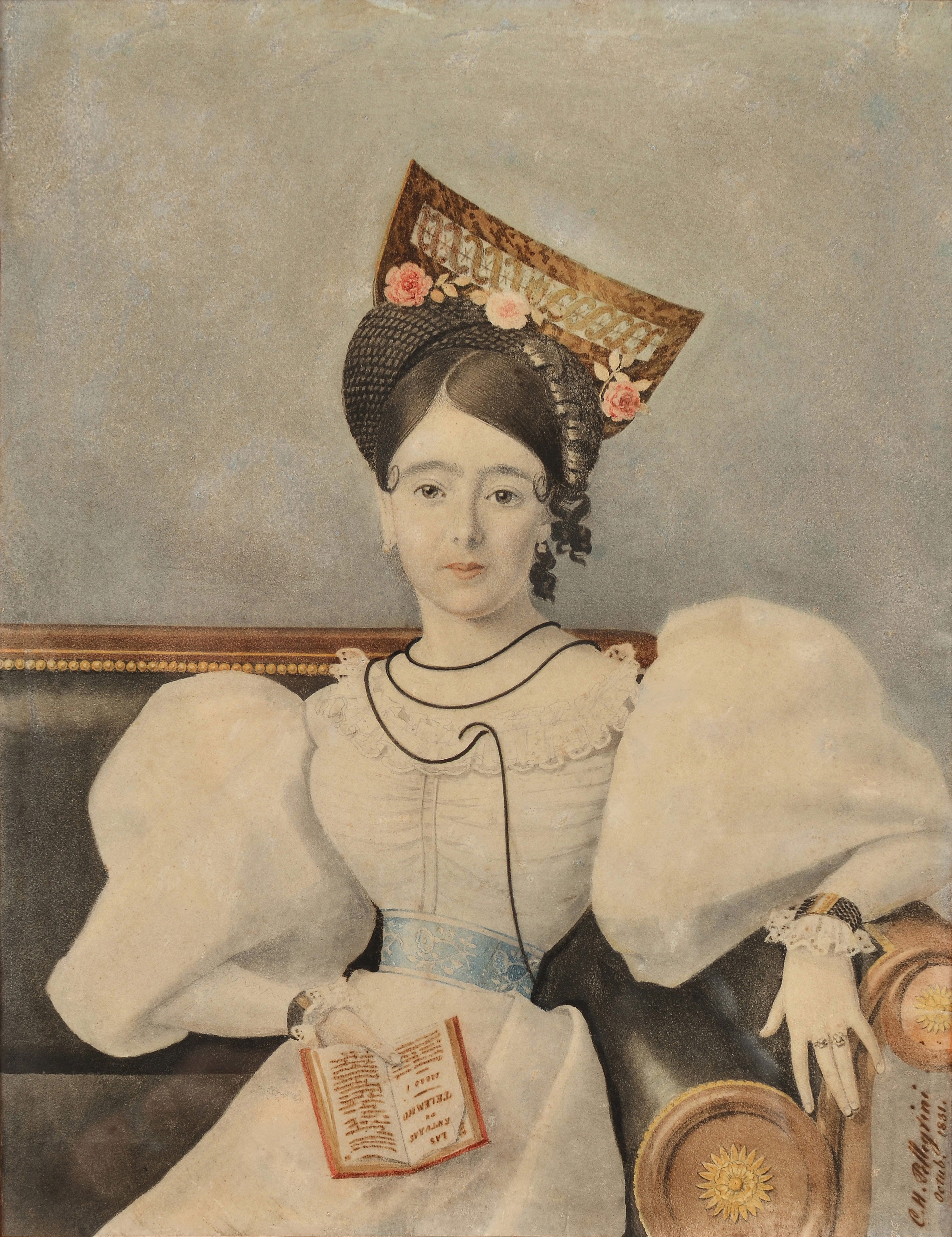
Charles Henri Pellegrini. Doña Lucia Carranza de RodrÍguez Orey, 1831.
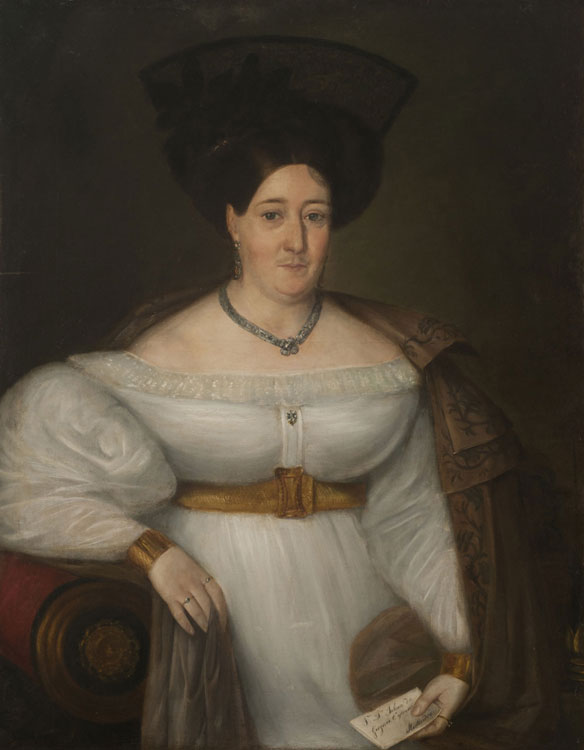
Lorenzo Fiorini. Candelaria Somellera de Espinosa, c. 1830–1834.
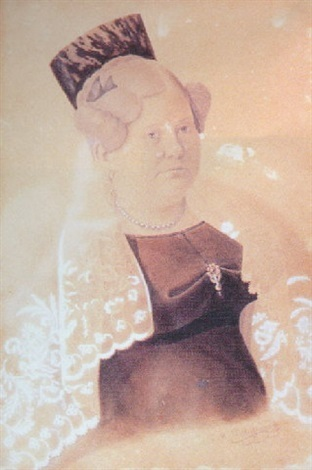
Charles Henri Pellegrini. Francisca Quintana de Pérez Millán, c. 1830–1831.
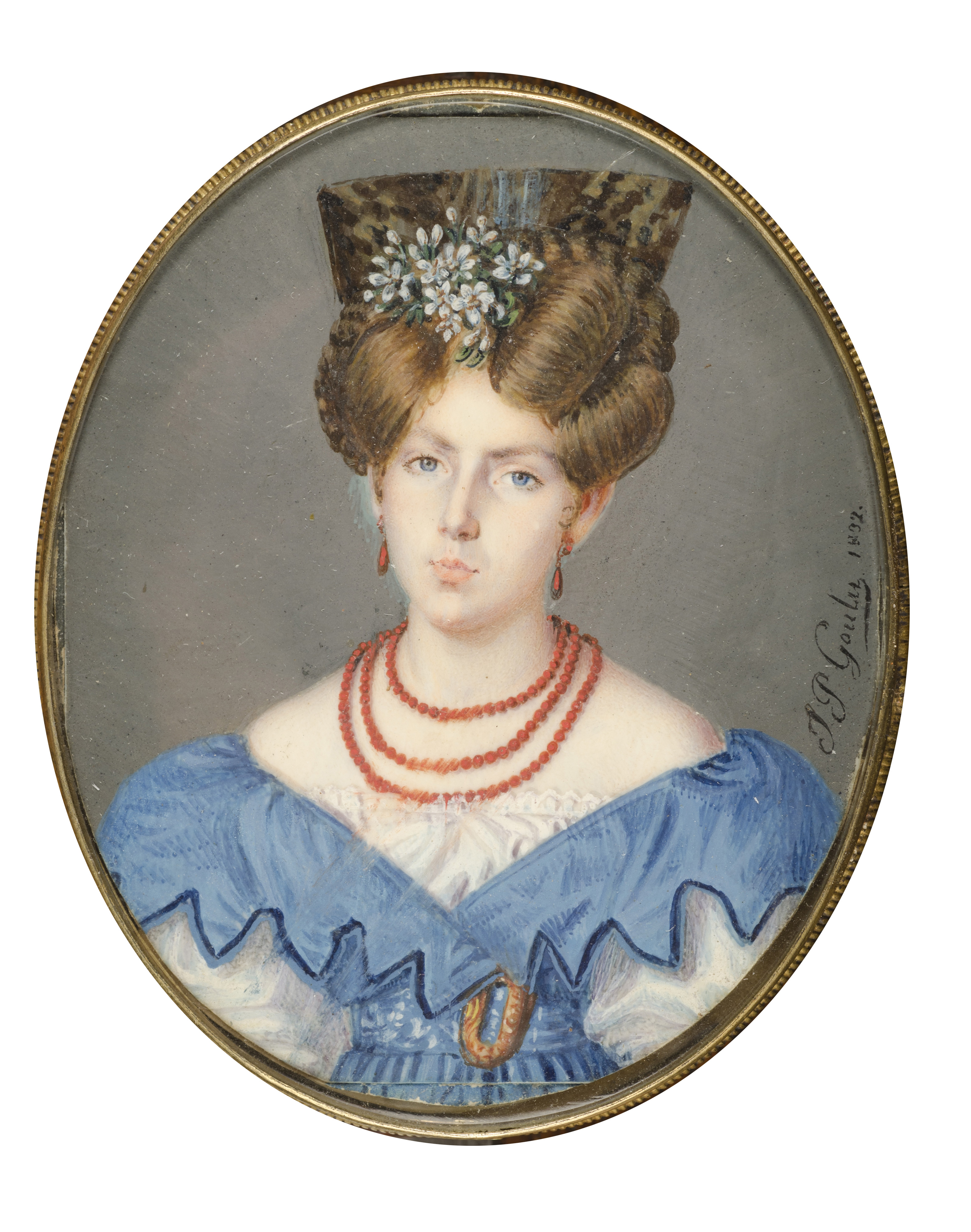
Jean-Philippe Goulu. Cirila Crespo de Sívori, 1832.
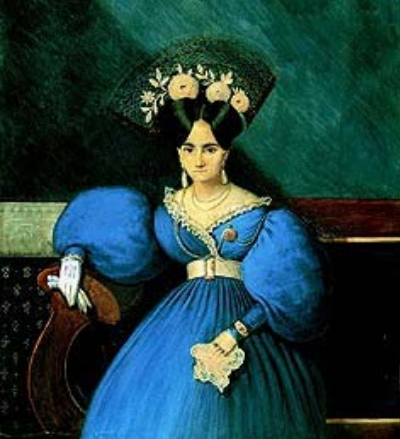
Charles Henri Pellegrini. Irene Pallavicini de Montes de Oca, c. 1830–1832.
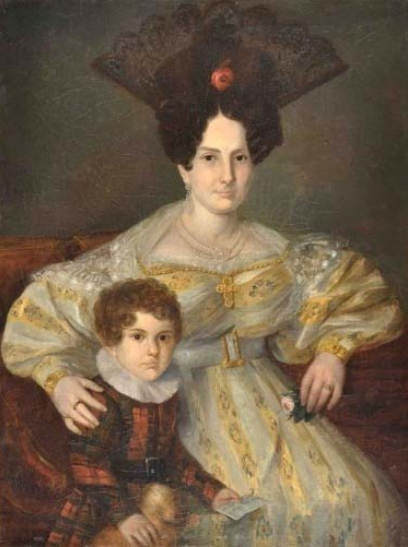
Lorenzo Fiorini. Retrato de A. D. Ugarte y su hijo, c. 1830–1834.
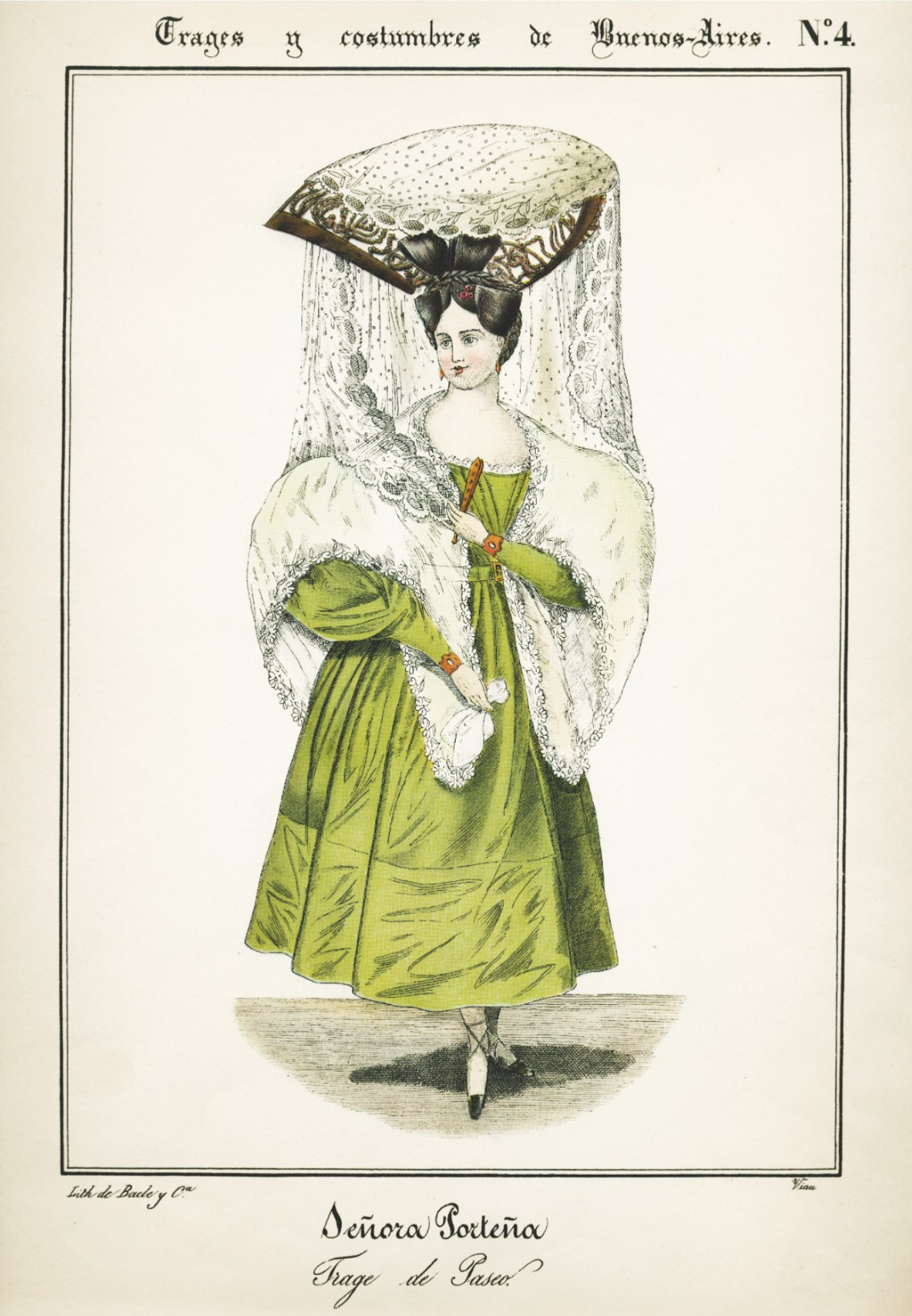
César Hipólito Bacle. Señora porteña. Traje de paseo, c. 1833.
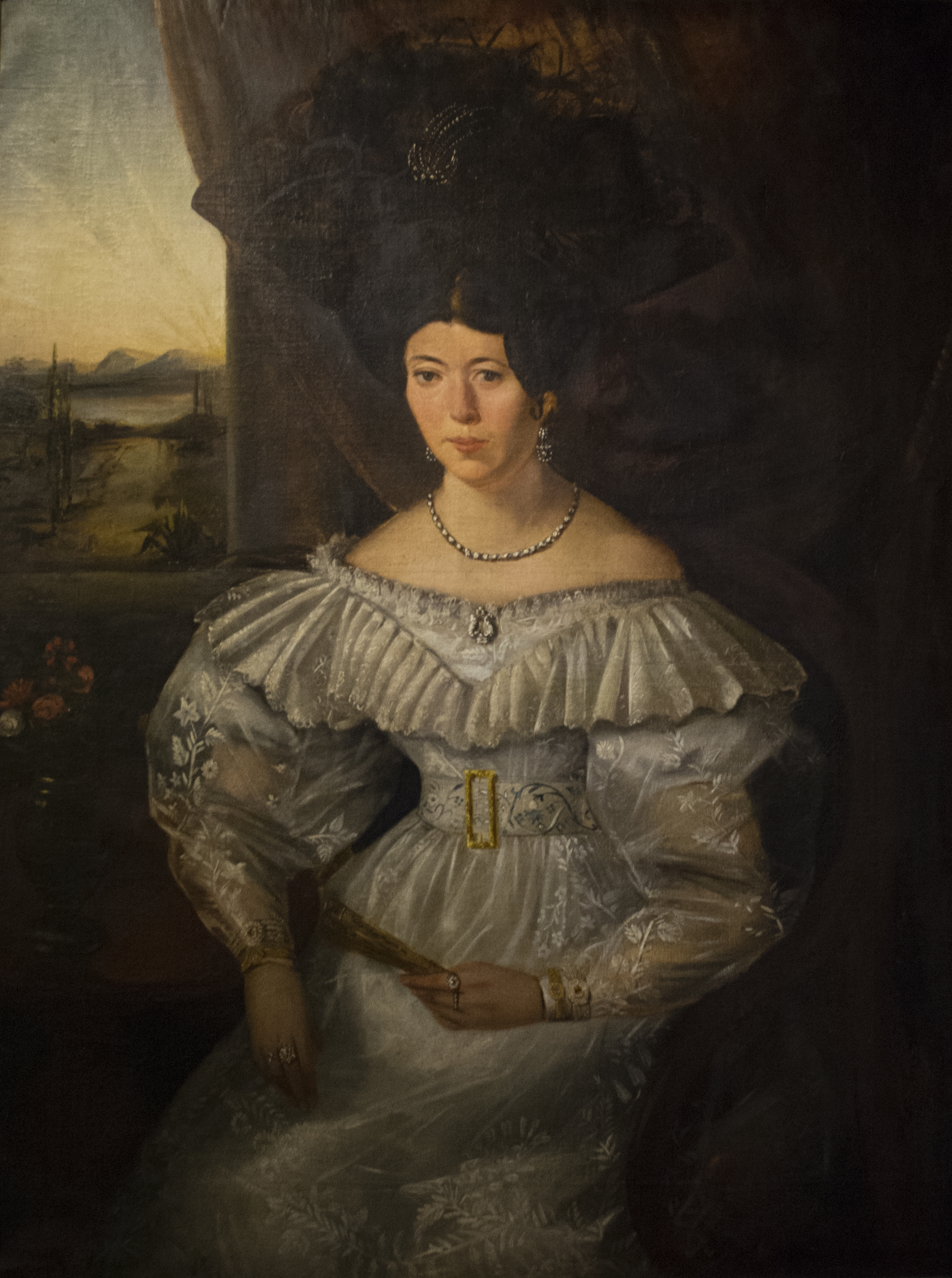
Amadeo Gras. Bernardina Fragoso de Rivera, c. 1833.
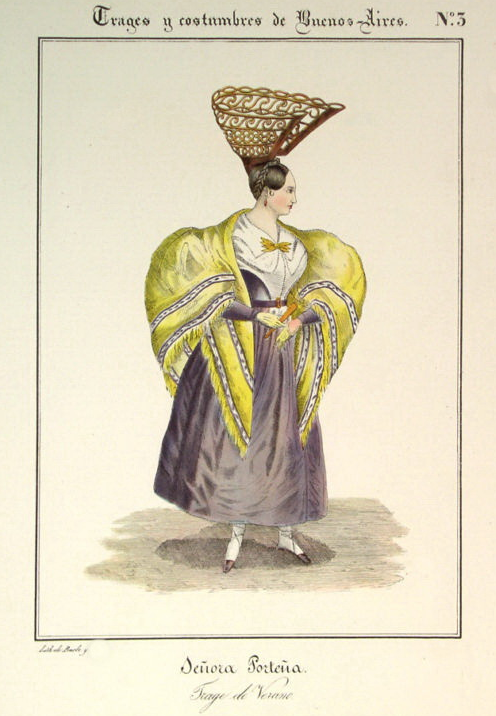
César Hipólito Bacle. Señora porteña. Traje de verano, c. 1833.
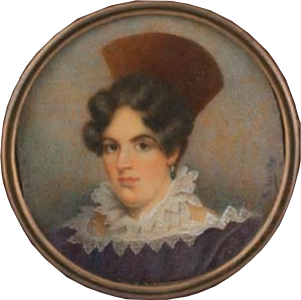
Rafael Domingo del Villar. Juana Pueyrredón de Sáenz Valiente, c. 1830s.
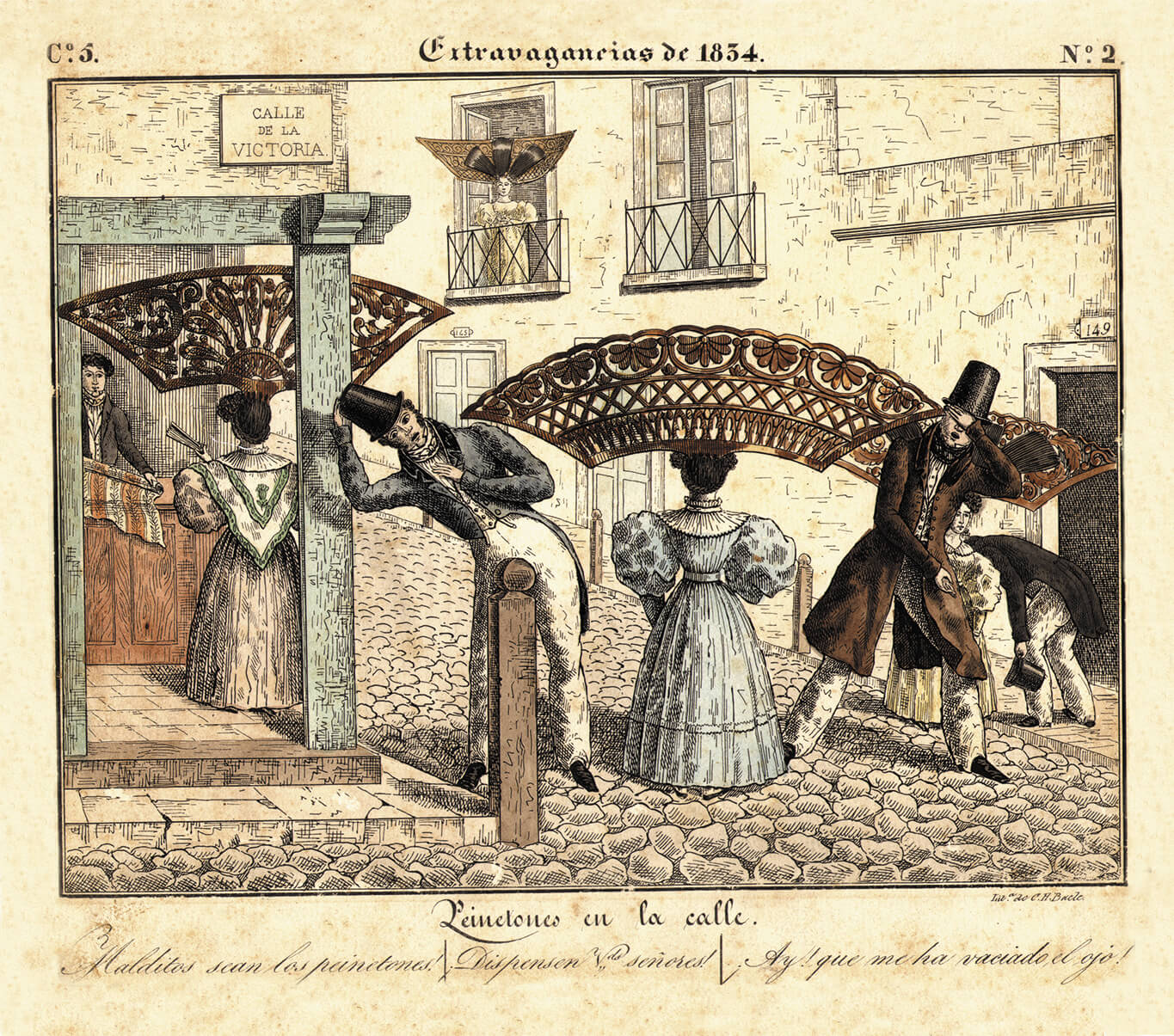
César Hipólito Bacle. Peinetones en la calle, c. 1834.
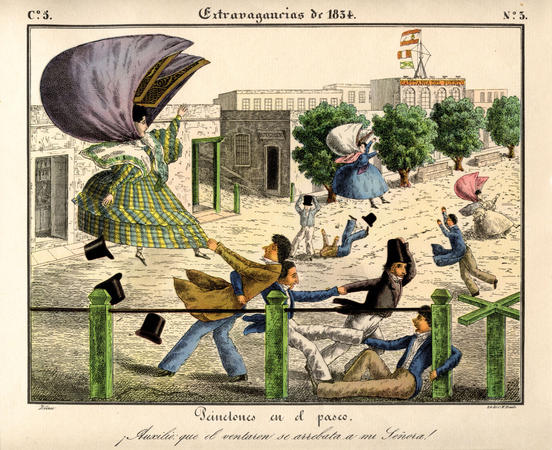
César Hipólito Bacle. Peinetones en el paseo, c. 1834.
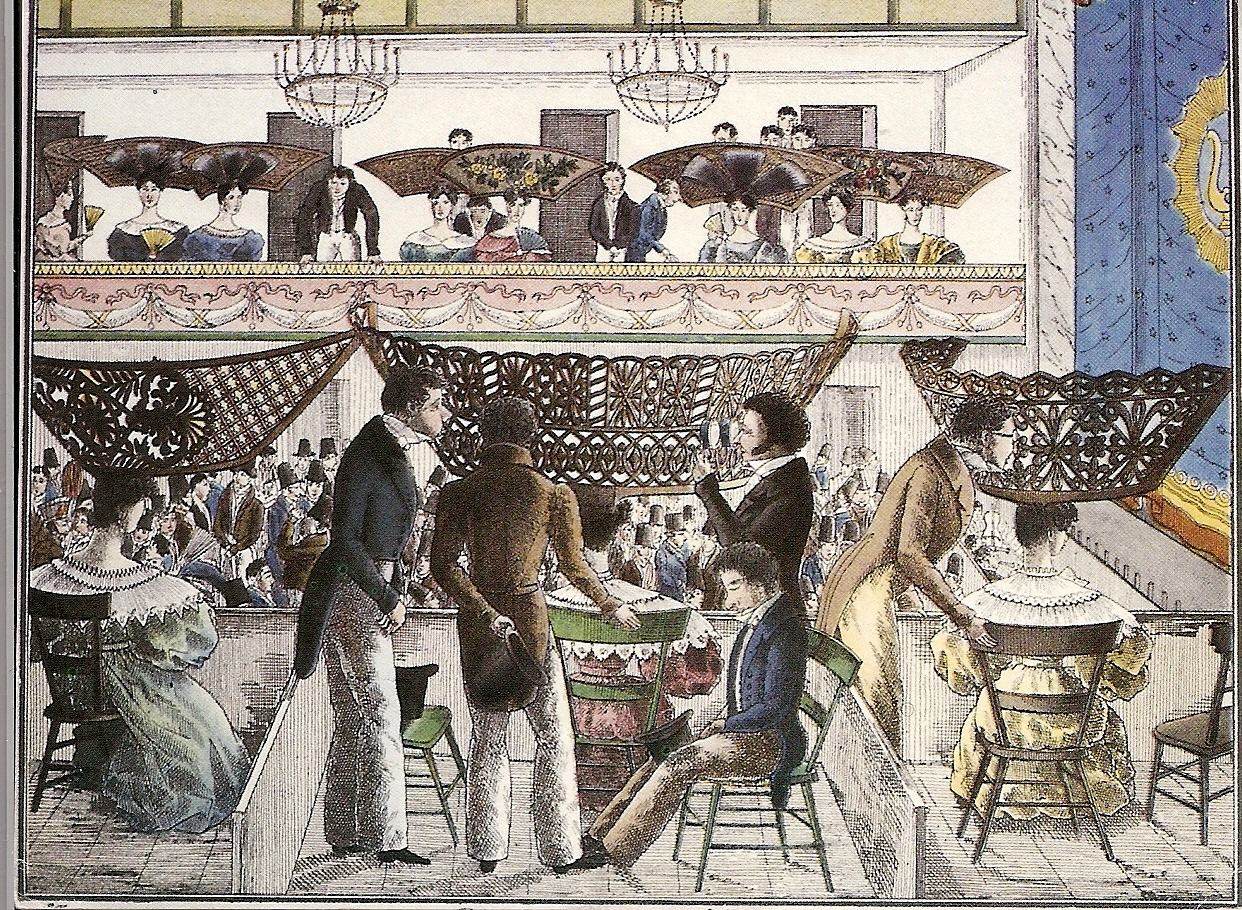
César Hipólito Bacle. Peinetones en el teatro, c. 1834.
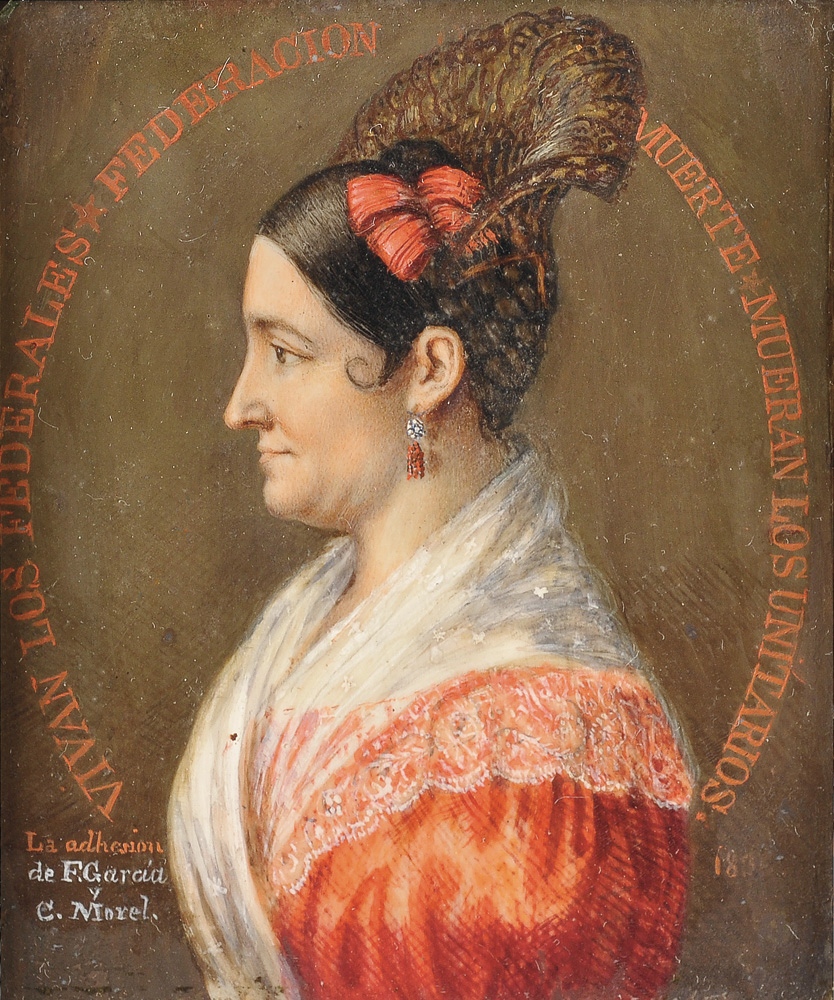
Retrato de Encarnación Ezcurra por Fernando Garcia de Molino y Carlos Morel, c. 1835–1836.
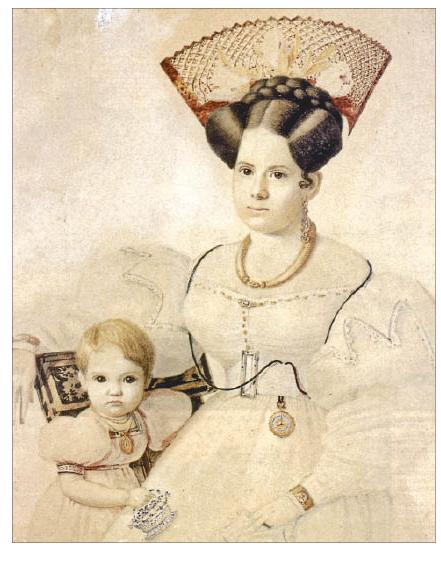
Charles Henri Pellegrini. Agustina Rosas de Mansilla con su hijo Lucio, 1835.
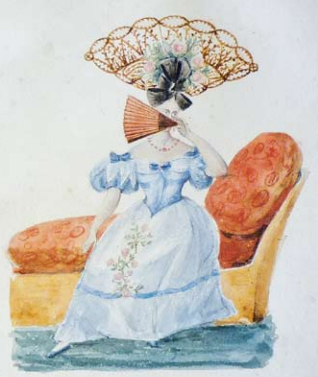
Henri S. Benoit Darondeau. Dama de Montevideo, 1836.
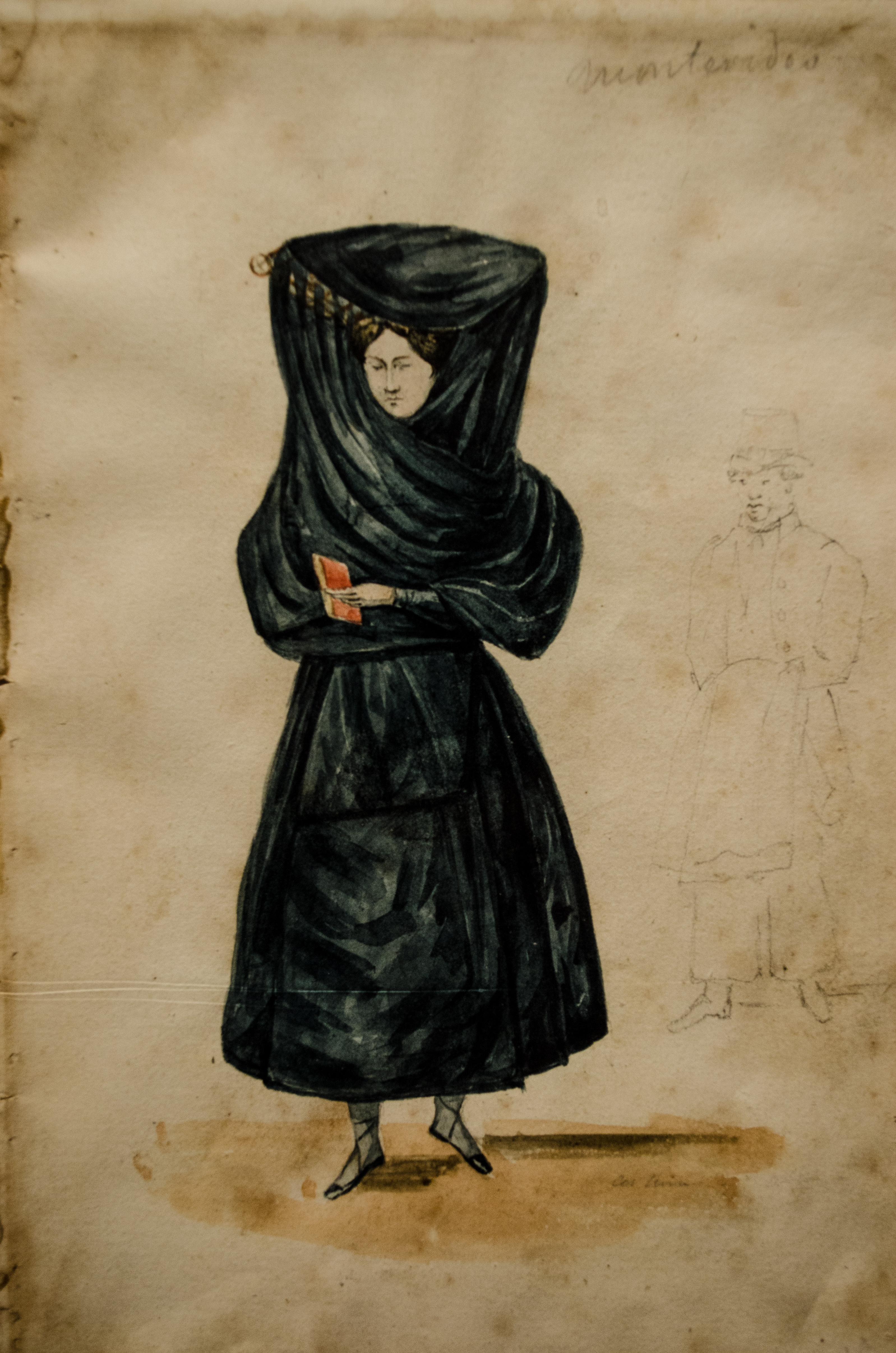
Henri S. Benoit Darondeau. Dama de Montevideo, 1836.
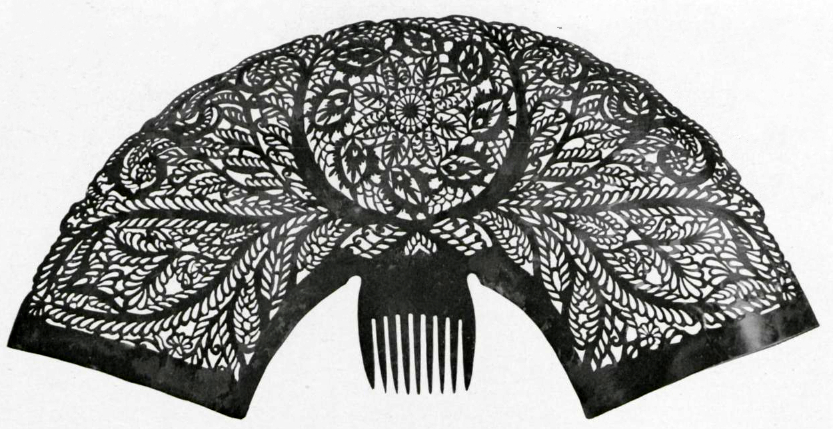
Fotografía de un peinetón que apareció en la revista argentina Plus Ultra en 1927.
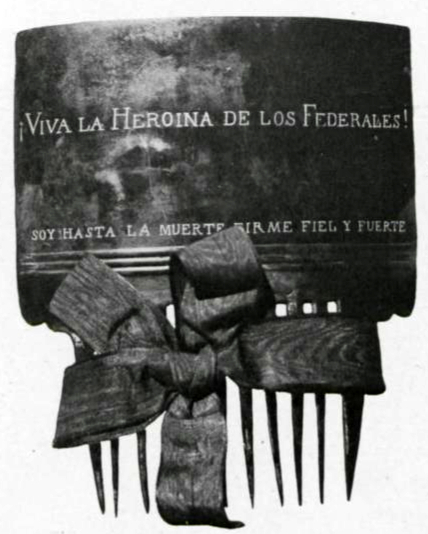
Fotografía de un peinetón que apareció en la revista argentina Plus Ultra en 1927.
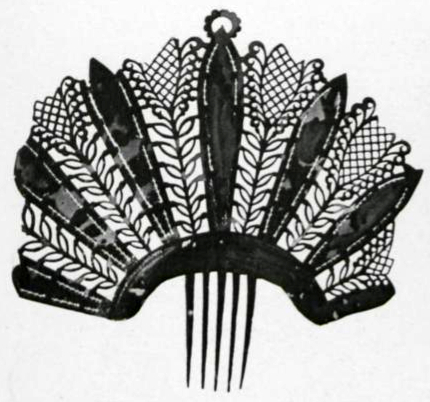
Fotografía de un peinetón que apareció en la revista argentina Plus Ultra en 1927.
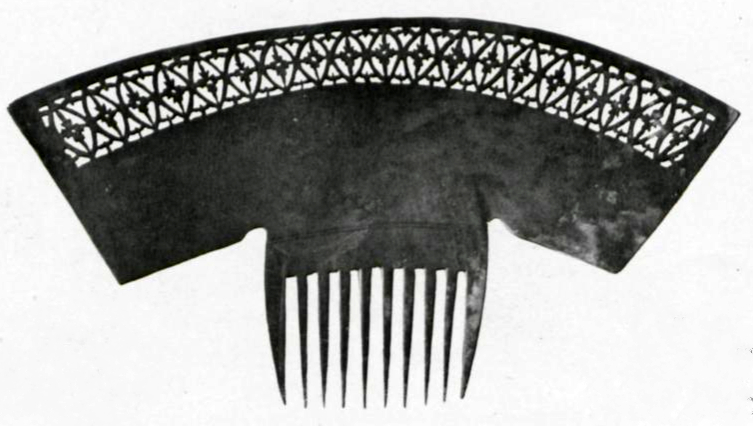
Fotografía de un peinetón que apareció en la revista argentina Plus Ultra en 1927.